# Giberville
Giberville ist eine französische Gemeinde mit 4956 Einwohnern (Stand: 1. Januar 2022) im Département Calvados in der Region Normandie. Sie gehört zum Arrondissement Caen und zum Kanton Ifs. Die Einwohner werden Gibervillais genannt.

## Geographie
Giberville ist eine Banlieue etwa sechs Kilometer östlich des Stadtzentrums von Caen. Der Ort besteht im Wesentlichen aus dem Ortskern und dem früheren Industriezentrum Le Plateau am westlichen Gemeinderand, in dem sich metallverarbeitende Betriebe (u. a. Société métallurgique de Normandie) angesiedelt haben.
Umgeben wird Giberville von den Nachbargemeinden Colombelles im Norden und Nordwesten, Cuverville im Nordosten, Démouville im Osten und Südosten, Cagny im Süden und Südosten sowie Mondeville im Westen und Südwesten.
Durch die Gemeinde führt die Autoroute A13.

## Bevölkerungsentwicklung
| Jahr          | 1962 | 1968 | 1975 | 1982 | 1990 | 1999 | 2008 | 2016 |
| Einwohner     | 2788 | 3468 | 3560 | 4381 | 4574 | 4606 | 4771 | 4984 |
| Quelle: INSEE |      |      |      |      |      |      |      |      |

## Sehenswürdigkeiten
- Kirche Saint-Martin aus dem 14. Jahrhundert
- Schloss Boullier aus dem 18. Jahrhundert
- Lavoir

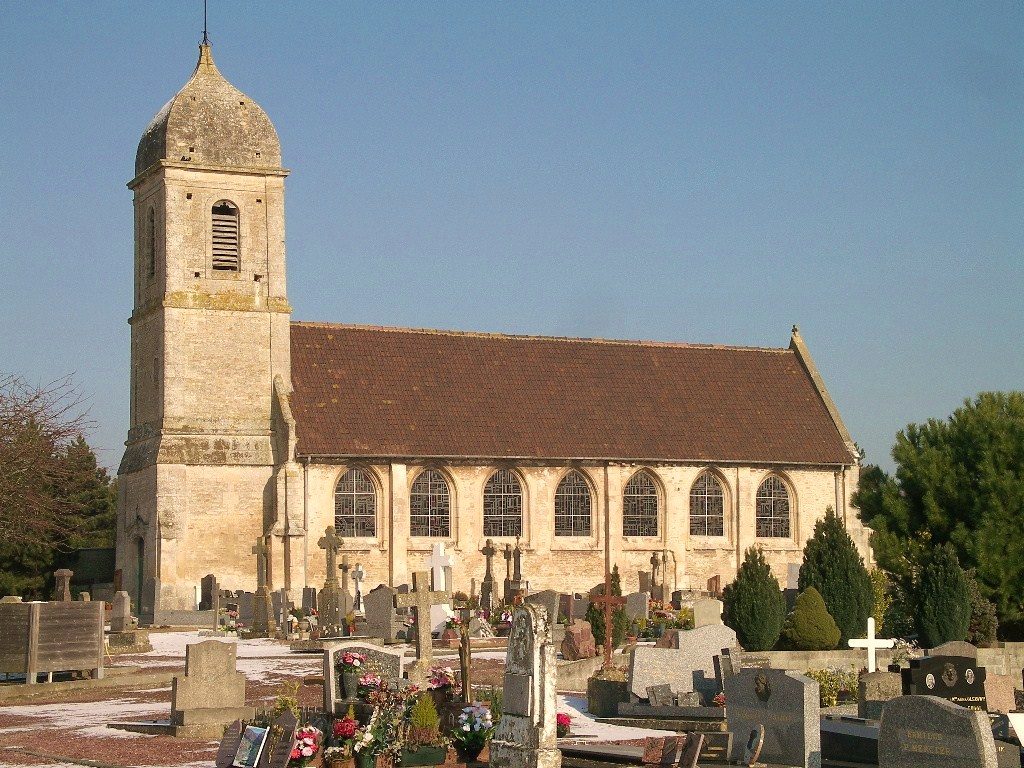
Kirche Saint-Martin
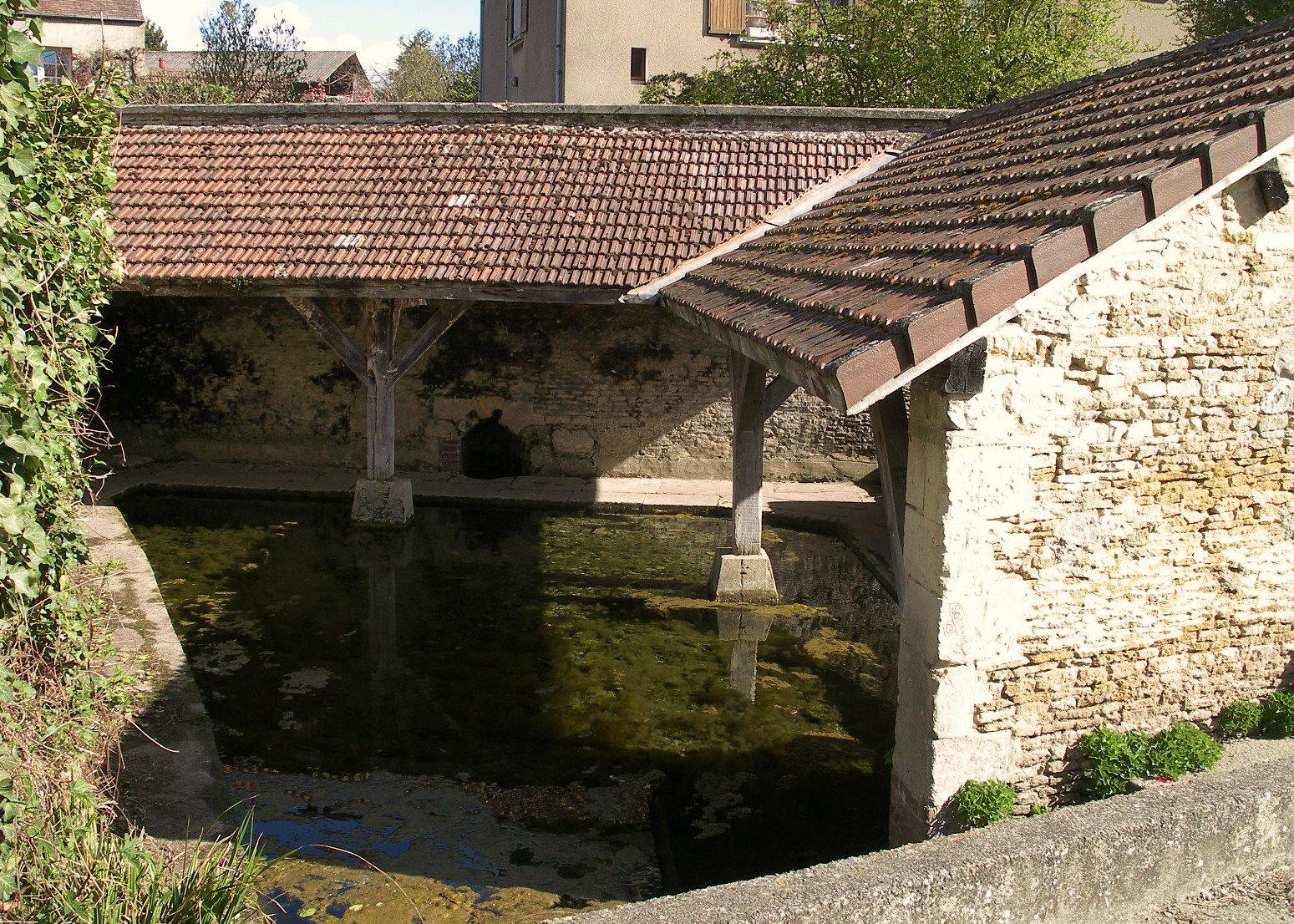
Lavoir

## Gemeindepartnerschaft
Mit der italienischen Gemeinde Murlo in der Provinz Siena (Toskana) besteht seit 2007 eine Partnerschaft.

## Persönlichkeiten
- Bruno Grougi (* 1983), Fußballspieler